# Corno Nero
De Corno Nero (Duits: Schwarzhorn) is een 4321 meter hoge top in het bergmassief van de Monte Rosa op de grens van Italië en Zwitserland.
De berg staat op de lijst van de 128 officiële vierduizenders van de Alpen die door de UIAA is samengesteld. Toch wordt deze rots door velen niet als een op zichzelfstaande top beschouwd. Bergbeklimmers nemen de Corno Nero vaak mee op een tocht naar de nabijgelegen Ludwigshöhe of Piramide Vincent.
De Corno Nero werd op 18 augustus 1873 voor het eerst beklommen door Marco Maglionini, Albert de Rothschild en de gidsen Eduard Cupelin, Peter Knubel, Nikolaus Knubel

## Berghutten
- Rifugio Citta di Mantova (3498 m)
- Capanna Gnifetti (3611 m)
- Capanna Margherita (4554 m)